# 凯西 (怀俄明州)
凯西（英語：Kaycee），是美国怀俄明州约翰逊县（Johnson）下属的一座城市。该市的人口在2000年为249人，2010年有263，2011年则估计有266人。